# ペッパー・ゴメス
ペッパー・ゴメス（Pepper Gomez、本名：José Serapio Palimino Gomez、1927年4月21日 - 2004年5月6日）は、アメリカ合衆国のプロレスラー。カリフォルニア州ロサンゼルス出身。
メキシコ系アメリカ人のベビーフェイスとして、メキシコ系移民の多い地元のカリフォルニアやテキサスを主戦場に活躍した。日本では「ペッパー・ゴメッツ」とも表記された。

## 来歴
ロサンゼルス・シティー・カレッジではアメリカンフットボールのフルバックとして活躍。1947年より、ボディビルダーとしての活動を開始。AAU主催の各コンテストにおいて幾度もの上位入賞を果たし、1950年にはサンタモニカでの "Mr Muscle Beach" にて優勝を収めた。
1953年1月、メキシコ人プロレスラーのミゲル "ブラック" グズマンのトレーニングのもと、テキサス州エルパソにてデビュー。オレゴンおよびワシントン州やカナダのバンクーバーなど太平洋岸北西部にも出場してキャリアを重ね、エルパソ地区では1954年9月6日、ゴリー・ゲレロと組んでNWAサウスウエスト・ステーツ・タッグ王座を獲得した。
その後、ダラスやヒューストンなどテキサスの東部地区を主戦場とし、1955年8月5日にミスター・モトからNWAテキサス・ヘビー級王座を奪取。以降、デューク・ケオムカ、バディ・ロジャース、ジン・ケリー（ジン・キニスキー）、トシ東郷、ドン・マノキャン、アンジェロ・ポッフォ、ビル・ワット、ジョニー・バレンタインらを破り、1971年にかけて同王座を通算15回獲得した。
1960年代に入り、長年のホームリングとなるサンフランシスコ地区に進出。1962年7月にフレッド・ブラッシーを破り、空位となっていたUSヘビー級王座を獲得する。以降も同地区では、ホセ・ロザリオ、ペドロ・モラレス、ピーター・メイビア、ロッキー・ジョンソンらをパートナーに、レイ・スティーブンス&パット・パターソンやキンジ渋谷&マサ斎藤などのチームを破り、世界タッグ王座も再三獲得。スティーブンスとの抗争劇はドル箱カードとなり、同地区の常打ち会場だったカウ・パレス（Cow Palace）に記録的な大観衆を集めた。
1969年4月には日本プロレスに来日。ボボ・ブラジル、ゴリラ・モンスーン、クリス・マルコフ、ボビー・ダンカンらと共に『ワールドリーグ戦』の第11回大会に出場した。対日本陣営ではジャイアント馬場、アントニオ猪木、大木金太郎、坂口征二、吉村道明には敗退したものの、星野勘太郎、山本小鉄、大熊元司からは勝利を収めた。
以降、1970年代もサンフランシスコを主戦場としつつ、他地区にも参戦。インディアナポリスのWWAでは1974年5月4日、ウイルバー・スナイダーと組んでジミー&ジョニーのバリアント・ブラザーズからWWA世界タッグ王座を奪取。1975年5月17日にはフロリダにて、モンゴリアン・ストンパーを破りNWAフロリダ・ヘビー級王座を獲得。同年11月29日にはインディアナポリスにおいて、オックス・ベーカーを下してWWA世界ヘビー級王座にも戴冠、翌1976年5月1日にマスクド・ストラングラーに奪取されるまで保持した。本拠地のサンフランシスコでは1977年6月15日、アル・マドリルをパートナーにボブ・ループ&アレックス・スミルノフを下してNWA世界タッグ王座に返り咲き、同王座への通算7回目の戴冠を果たした。
1970年代末はWWAに主戦場を移し、1978年12月2日にはスナイダーとのコンビでバリアント兄弟からWWA世界タッグ王座を再び奪取。これが最後のタイトル獲得となり、翌1979年4月1日にロジャー・カービー&イゴール・ボルコフに敗れるまで保持した。戴冠中の2月10日には、WWAとAWAがシカゴのインターナショナル・アンフィシアターにて定期的に開催していた合同興行において、サンフランシスコ時代からの因縁を持つスティーブンス&パターソンが保持していたAWA世界タッグ王座に、WWAの総帥ディック・ザ・ブルーザーと組んで挑戦している。セミリタイア後の1981年は、カリフォルニア州オークランドにおけるAWAのハウス・ショーに時折出場していた。
引退後はサンフランシスコのフィッシャーマンズ・ワーフにてレストランを経営していた。2004年5月6日、腹部感染症により77歳で死去。

## 追記
小柄ながら頑強な肉体の持ち主で、自分の腹の上にフォルクスワーゲンの片輪を走行させたり、ラダーの上からのフット・スタンプを腹で受け止めたりするなどのデモンストレーションを行い、"The Man with the Cast Iron Stomach" の異名で呼ばれた。1959年から1960年にかけてはモントリオール、オタワ、シカゴ、ボストンなど各地でキラー・コワルスキーと抗争を展開したが、コワルスキーはゴメスの強靱な腹筋に手を焼き、得意技のストマック・クローを決めることができなかったという。

## 得意技
- メキシカン・ドロップ（ダイビング・ヒップ・ドロップ）[1][7]
- メキシカン・クレイドル（ジャックナイフ）[7]
- キャノンボール・リープ（セントーン）[7]

## 獲得タイトル
ビッグタイム・レスリング（バンクーバー）
- ノースウエスト・タッグ王座：3回（w / Johnny Demchuck×2、Ivan Kameroff）[18]

ウエスタン・アスレティック・クラブ
- パシフィック・コースト・ジュニアヘビー級王座：1回[19]

NWAウエスタン・ステーツ・スポーツ
- NWAサウスウエスト・ステーツ・タッグ王座：1回（w / ゴリー・ゲレロ）[8]

サウスウエスト・スポーツ・インク / NWAビッグタイム・レスリング
- NWAテキサス・ヘビー級王座：15回[9]
- NWAテキサス・タッグ王座：7回（w / Rito Romero、Luigi Macera、エル・メディコ×2、Hogan Wharton、ドリー・ディクソン×2）[20]
- NWA世界タッグ王座（テキサス東部版）：5回（w / エル・メディコ、Cyclone Anaya、Torbellino Blanco、ウイルバー・スナイダー、ドリー・ディクソン）[21]

アメリカン・レスリング・アライアンス / NWAサンフランシスコ
- AWA USヘビー級王座：1回[10]
- AWA世界タッグ王座 / NWA世界タッグ王座（サンフランシスコ版）：7回（w / ホセ・ロザリオ、ペドロ・モラレス、ピーター・メイビア、ロッキー・ジョンソン×2、パット・パターソン、アル・マドリル）[11]

NWAハリウッド・レスリング
- NWAアメリカス・タッグ王座：1回（w / ブラック・ゴールドマン）[22]

チャンピオンシップ・レスリング・フロム・フロリダ
- NWA南部ヘビー級王座（フロリダ版）：1回[14]

ワールド・レスリング・アソシエーション（インディアナポリス）
- WWA世界ヘビー級王座：1回[15]
- WWA世界タッグ王座：2回（w / ウイルバー・スナイダー）[13]